# Bromus madritensis
Bromus madritensis là một loài thực vật có hoa trong họ Hòa thảo. Loài này được L. mô tả khoa học đầu tiên năm 1755.

## Hình ảnh

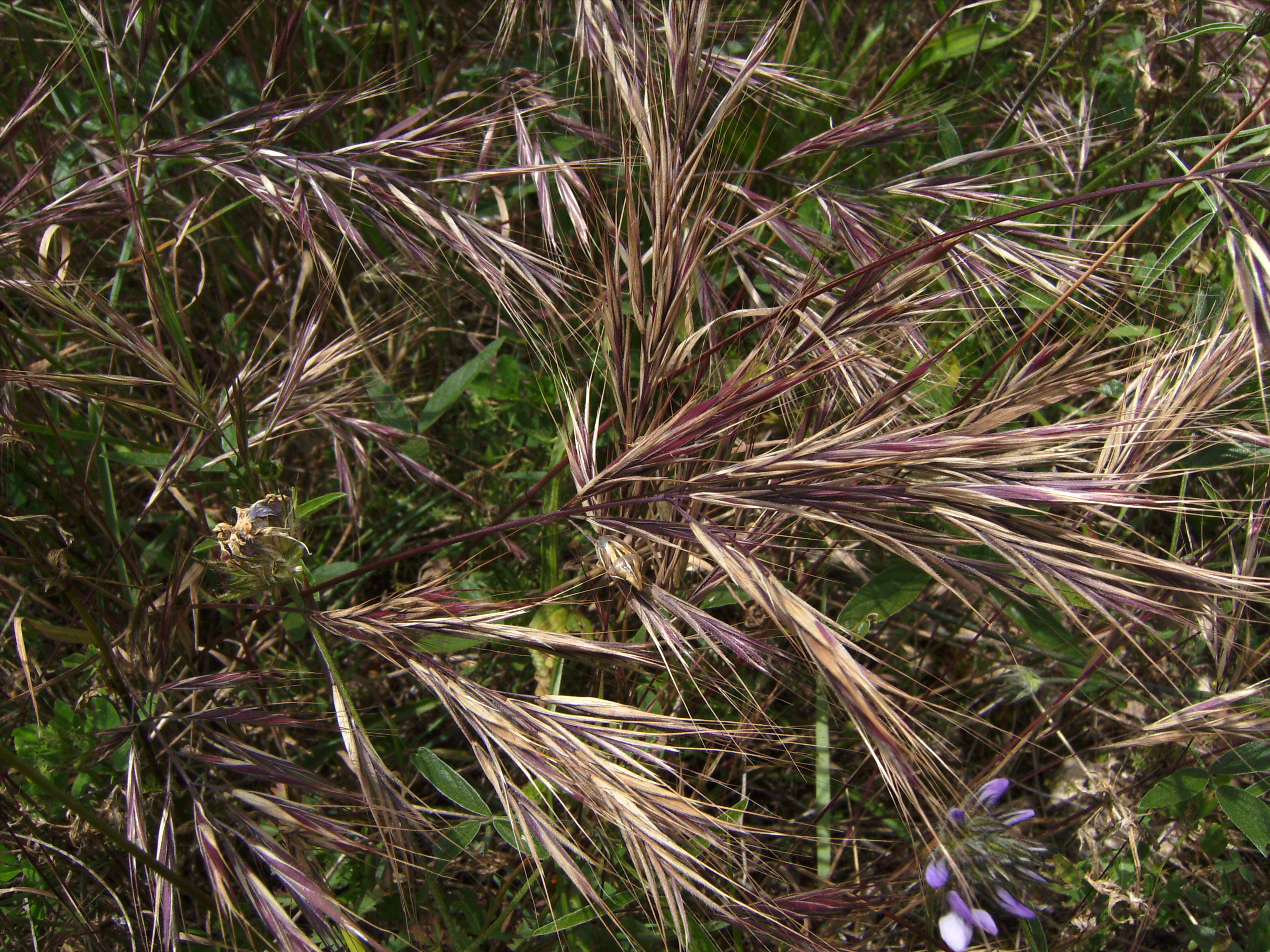
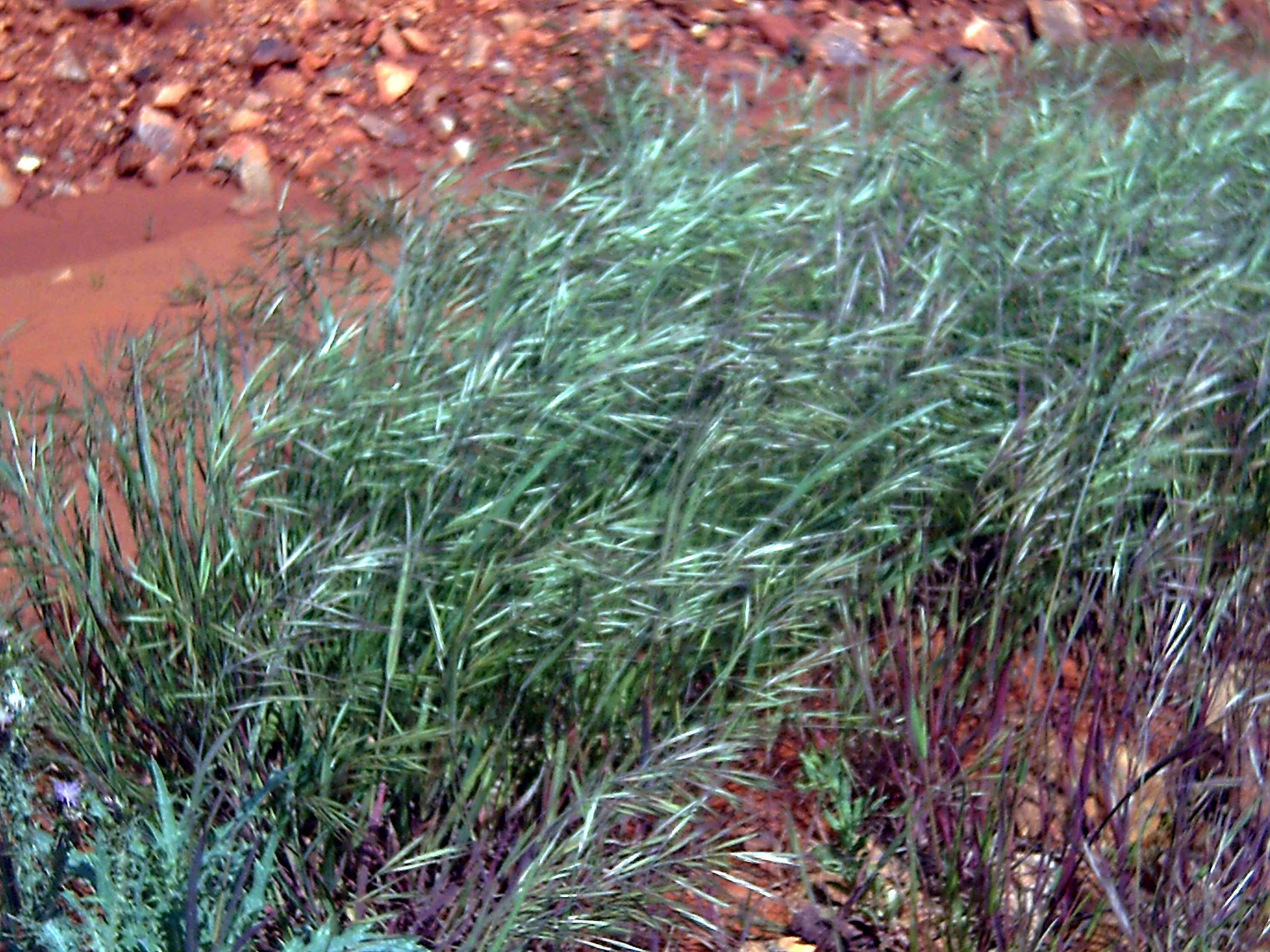
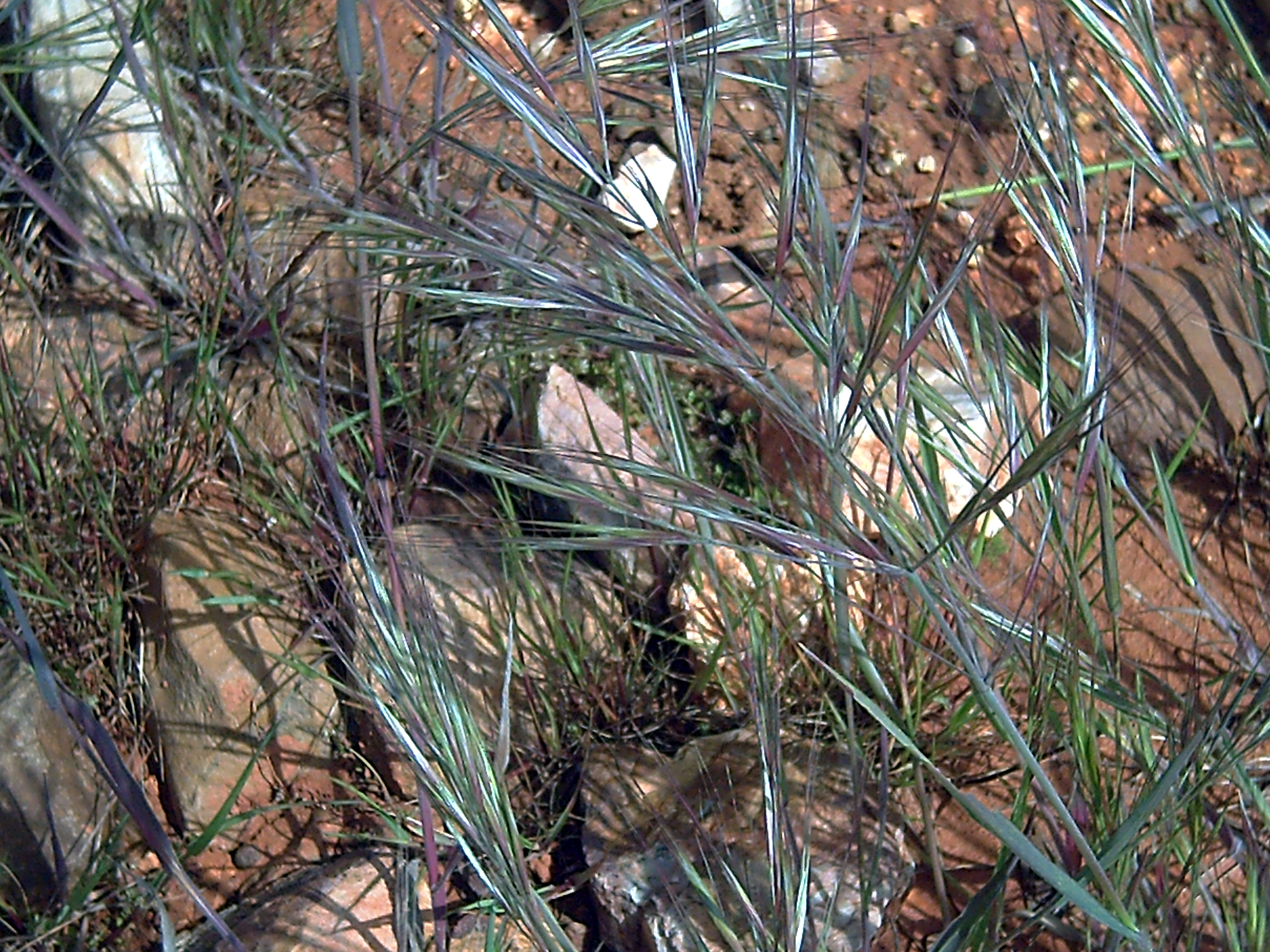
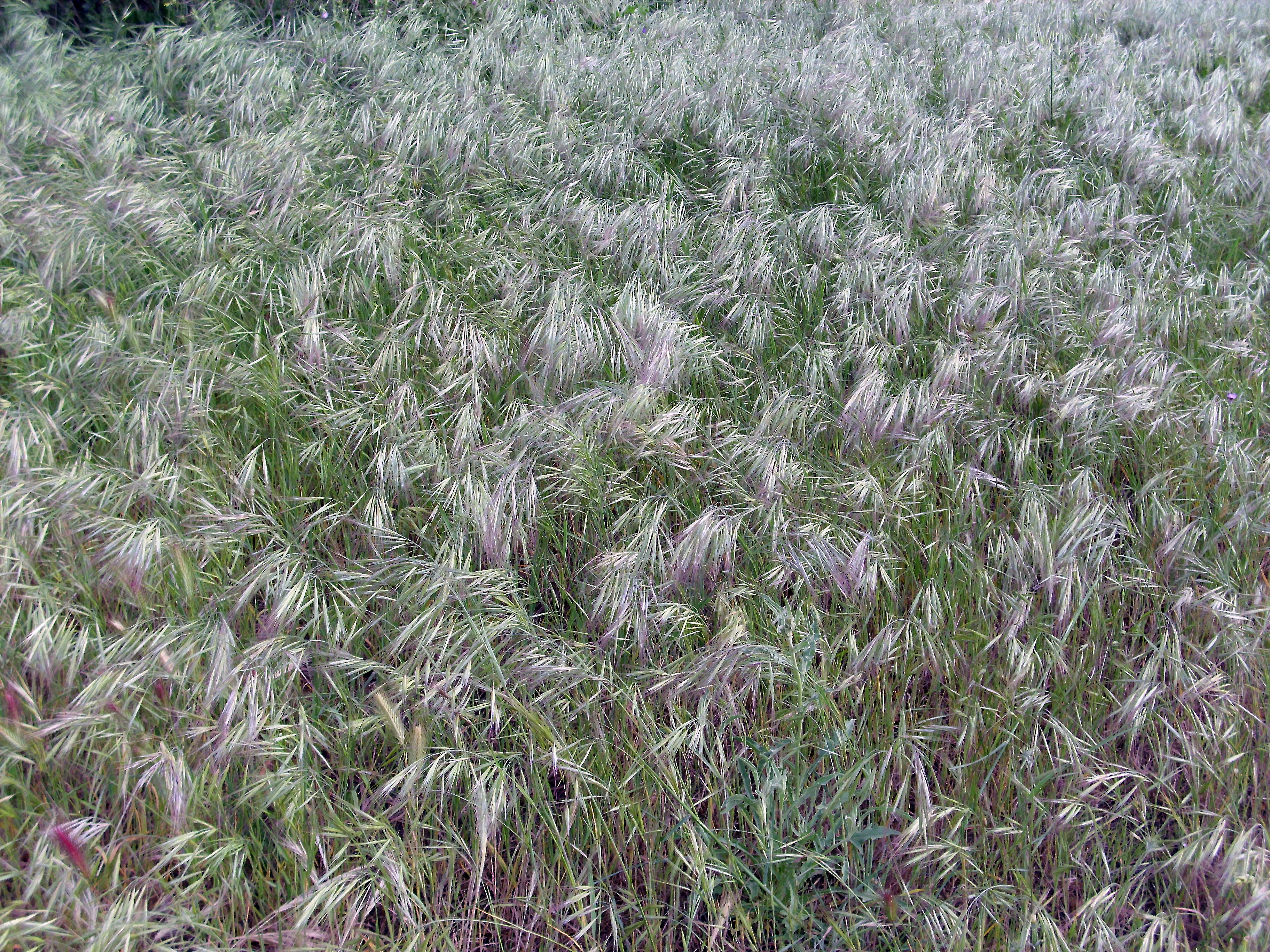